# اسلیم شیدی واقعی
«اسلیم شیدی واقعی» (The Real Slim Shady) آهنگی از رپر آمریکایی امینم، از سومین آلبوم وی به نام مارشال مدرز ال‌پی است. این ترانه یک ماه قبل از انتشار آلبوم به عنوان تک آهنگ اصلی منتشر شد.
«اسلیم شیدی واقعی» اولین آهنگ امینم بود که به رتبه اول در بریتانیا رسید و موفق شد در بیلبورد هات ۱۰۰ به رتبه چهارم دست یابد. این بزرگترین موفقیت وی تا آن لحظه به شمار میرفت. این ترانه در رتبه چهاردهم پرفروش‌ترین های سال ۲۰۰۰ در بریتانیا قرار گرفت. این آهنگ توانست جوایز متعددی از جمله بهترین موزیک ویدئو سال توسط ام تی وی، بهترین موزیک ویدیوی شخص سال توسط مجله تایم و همچنین جایزه گرمی برای بهترین اجرای انفرادی رپ را از آن خود کند. در اکتبر ۲۰۱۱، مجله‌ی ان‌ام‌ئی آن را در رتبه ۸۰ فهرست خود با عنوان «۱۵۰ آهنگ برتر در ۱۵ سال گذشته» قرار داد. این آهنگ در ۵۰۰ آهنگ برتر تمام دوران ان‌ام‌ئی، در رتبه ۳۹۶ قرار گرفت.